# LaMonte Wade
LaMonte Aaron Wade Jr. (geboren am 1. Januar 1994 in Baltimore, Maryland) ist ein US-amerikanischer Baseballspieler in der Major League Baseball (MLB) auf der Position des Outfielders.

## Werdegang

### Minnesota Twins
Wade besuchte die St. Paul’s School in Brooklandville und die University of Maryland, College Park, auf der er College Baseball spielte. Wade wurde in der neunten Runde des MLB Draft 2015 von den Minnesota Twins ausgewählt. Seine ersten professionellen Erfahrungen machte Wade bei den Elizabethton Twins, einem Farmteam der Minnesota Twins in der Minor League Baseball (MiLB). 2016 spielte er zusammen mit Luis Arráez und Jaylin Davis bei den Cedar Rapids Kernels. Nach einigen weiteren Jahren in der MiLB machte Wade sein Debüt in der MLB im Trikot der Minnesota Twins am 28. Juni 2019 gegen die Chicago White Sox. In diesem Spiel startete er auf der Position des Right Fielders und  konnte dort ein Aus erspielen. Das Spiel verloren die Twins mit 4 zu 6. Am 15. September 2019 schlug Wade seinen ersten Home Run in der MLB. Er beendete die Saison 2019 mit zwei Home Runs, fünf Run Batted In bei einer Batting Average von .196.

### San Francisco Giants
Am 4. Februar 2021 tauschten die Twins Wade gegen den Pitcher Shaun Anderson zu den San Francisco Giants.